# 莱奥图万
莱奥图万（法語：Léotoing，法語發音：[leɔtwɛ̃]）是法国上卢瓦尔省的一个市镇，属于布里尤德区。

## 地理
莱奥图万（45°21'43"N, 3°13'24"E）面积19.56 平方千米，位于法国奥弗涅-罗讷-阿尔卑斯大区上盧瓦爾省，该省份为法国中南部省份，北起多姆山省和卢瓦尔省，西接康塔爾省，南至洛泽尔省，东临阿尔代什省。
与莱奥图万接壤的市镇（或旧市镇、城区）包括：布莱勒、尚伯宗、埃斯帕朗、阿拉尼翁河畔朗德、洛尔朗日、圣热龙、托尔西亚克、阿普沙、圣热尔瓦齐。

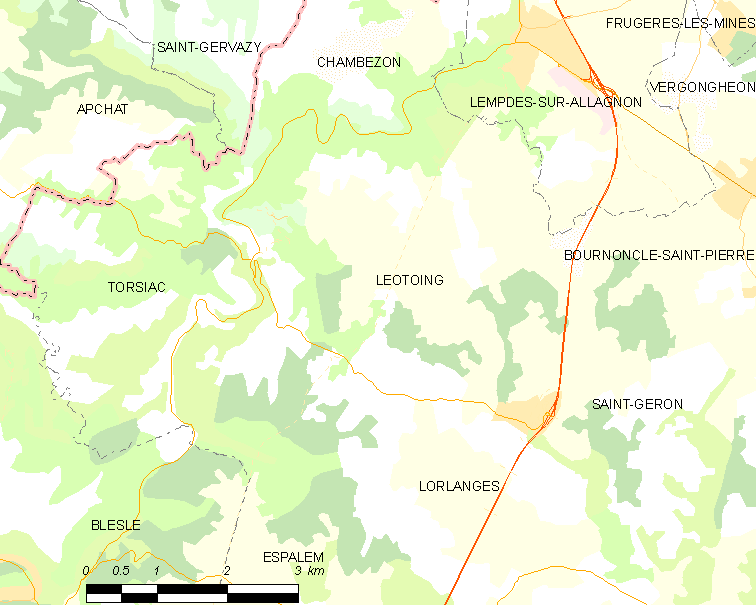
莱奥图万的OSM定位图

莱奥图万的时区为UTC+01:00、UTC+02:00（夏令时）。

## 行政
莱奥图万的邮政编码为43410，INSEE市镇编码为43121。

## 政治
莱奥图万所属的省级选区为圣弗洛里娜县。

## 人口

1962-2008年间莱奥图万人口变化图示

莱奥图万于2022年1月1日时的人口数量为214人。